# Choćmirówko
Choćmirówko (kaszb. Nowé Chòcmirowò lub też Nowé Chòczmirowò, niem. Neu Gutzmerow) – wieś w Polsce położona w województwie pomorskim, w powiecie słupskim, w gminie Główczyce przy drodze wojewódzkiej nr 213.
W latach 1975–1998 miejscowość administracyjnie należała do województwa słupskiego.

## Nazwa
Nazwa jest tzw. chrztem nazewniczym i ma charakter pseudodzierżawczy-relacyjny. Powstała przez dodanie do nazwy miejscowej Choćmirowo formantu zdrabniającego -k-. Friedrich Lorentz odnotował formę nazwy w lokalnych gwarach słowińskich: Nɵvė́ Χʉ̀ɵ̯cmjirɵvɵ wraz z nazwami mieszkańców – zarówno z pominiętym formantem -ɵv-: Χʉ̀ɵ̯cmjiřȯu̯n, Χʉ̀ɵ̯cmjiřȯu̯nkă „choćmirowianin, choćmirowianka”, jak i w postaci pełnej: Χʉ̀ɵ̯cmjirɵvjȯu̯n, Χʉ̀ɵ̯cmjirɵvjȯu̯nkă „ts.”. Pierwotna niemiecka nazwa Neu Gutzmerow, wzmiankowana po raz pierwszy w 1756, powstała przez przeniesienie z sąsiedniej miejscowości Gutzmerow „Choćmirowo” z dodanym wyróżnikiem neu „nowy”.
Rada Języka Kaszubskiego proponuje kaszubską formę nazwy Chòcmirówkò.